# Уайт-Бей (залив, Ньюфаундленд)
Уайт-Бей (англ. White Bay) — залив на северо-восточном побережье канадского острова Ньюфаундленд (провинция Ньюфаундленд и Лабрадор), один из самых крупных заливов Ньюфаундленда. Английское название Уайт-Бей (White Bay — «белый залив») и его французский эквивалент Бе-Блан (Baie Blanc) использовались с XVII века. По всей видимости, они отражают тот факт, что значительную часть года залив покрыт льдом.

## География

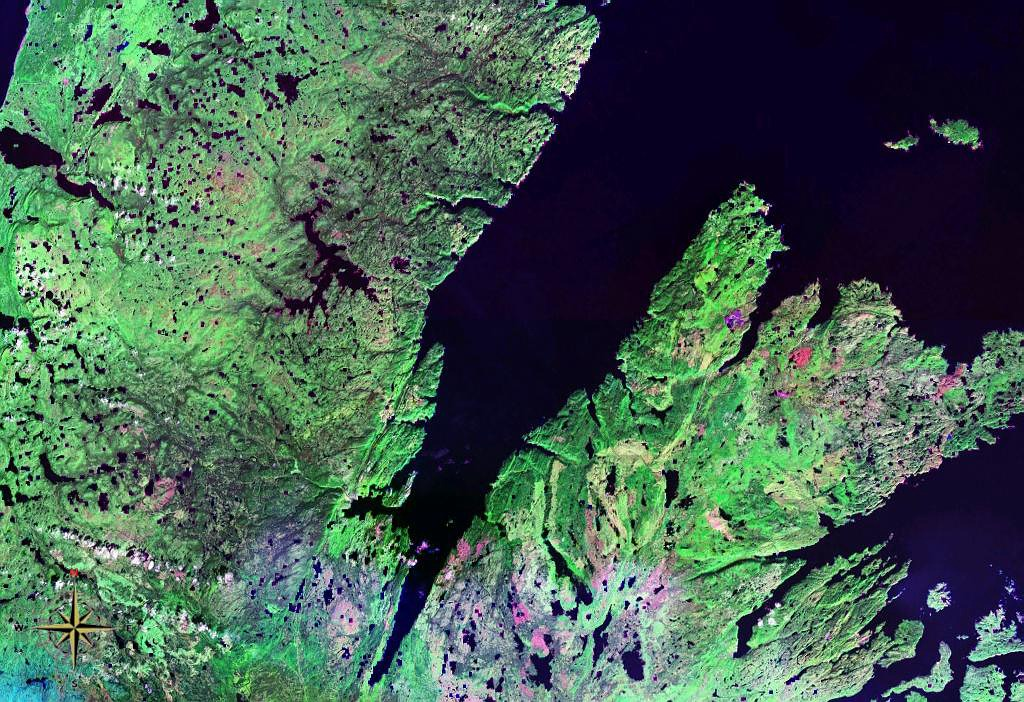
Уайт-Бей из космоса

Залив Уайт-Бей расположен у северо-восточного побережья острова Ньюфаундленд, между Большим Северным полуостровом на западе и полуостровом Бе-Верт на востоке. На севере залив Уайт-Бей соединяется с морем Лабрадор (часть Атлантического океана). От основной части залива отходят несколько «отростков», вдающихся в сушу, — Грейт-Кэт-Арм (Great Cat Arm), Литл-Кэт-Арм (Little Cat Arm), Грейт-Кони-Арм (Great Coney Arm), Литл-Кони-Арм (Little Coney Arm), Джексонс-Арм (Jacksons Arm) и Сопс-Арм (Sops Arm) на западе и Саутерн-Арм (Southern Arm), Мидл-Арм (Middle Arm) и Уэстерн-Арм (Western Arm) на востоке.
Длина залива — около 70 км, ширина — 24 км в районе соприкосновения с океаном и 12 км в районе Сопс-Арма (примерно на полпути к самой дальней точке). В заливе находятся острова Гранби (Granby Island), Миллер (Miller Island или Millers Island), Соп (Sops Island, Sop’s Island или Sop Island), Гот (Goat Island) и другие.
У залива Уайт-Бей расположены населённые пункты Хампден, Поллардс-Пойнт, Сопс-Арм, Джексонс-Арм, Пербекс-Ков, Уэстпорт, Сил-Ков и Уайлд-Ков. Самую южную часть залива Уайт-Бей иногда называют бухтой Хампден, или Хампден-Бей (Hampden Bay).

## История
На берегах залива Уайт-Бей с давних пор существовали индейские поселения — там жили индейцы морской архаической культуры, а затем палеоэскимосы. Из европейцев первыми исследователями Уайт-Бея были французы, которые стали появляться там с XVI века; затем в речение долгого времени в районе залива занимались промыслом французские рыбаки. Англичане стали осваивать этот район в XVIII веке — известно, что в 1763 году они начали рыбный промысел на острове Соп. Значительный рост населения у берегов залива Уайт-Бей начался во второй половине XIX века: в 1857 году там проживал 231 человек, в 1869-м — 253, а в 1870-х годах население удвоилось.
В начале 1880-х годов на восточном берегу залива Уайт-Бей открылось небольшое предприятие по переработке омаров. В 1894 году на южной стороне Соп-Арма была открыта лесопильня, которая сгорела в 1900 году. В последующие десятилетия были открыты новые лесопильни: в 1910 году — в Хампдене, а в 1920-х — на северной стороне Сопс-Арма, а также у Саут-Арма и Уэстерн-Арма. В 1960-х годах ко многим населённым пунктам, расположенным в районе залива Уайт-Бей, были проложены дороги.

## Фотогалерея

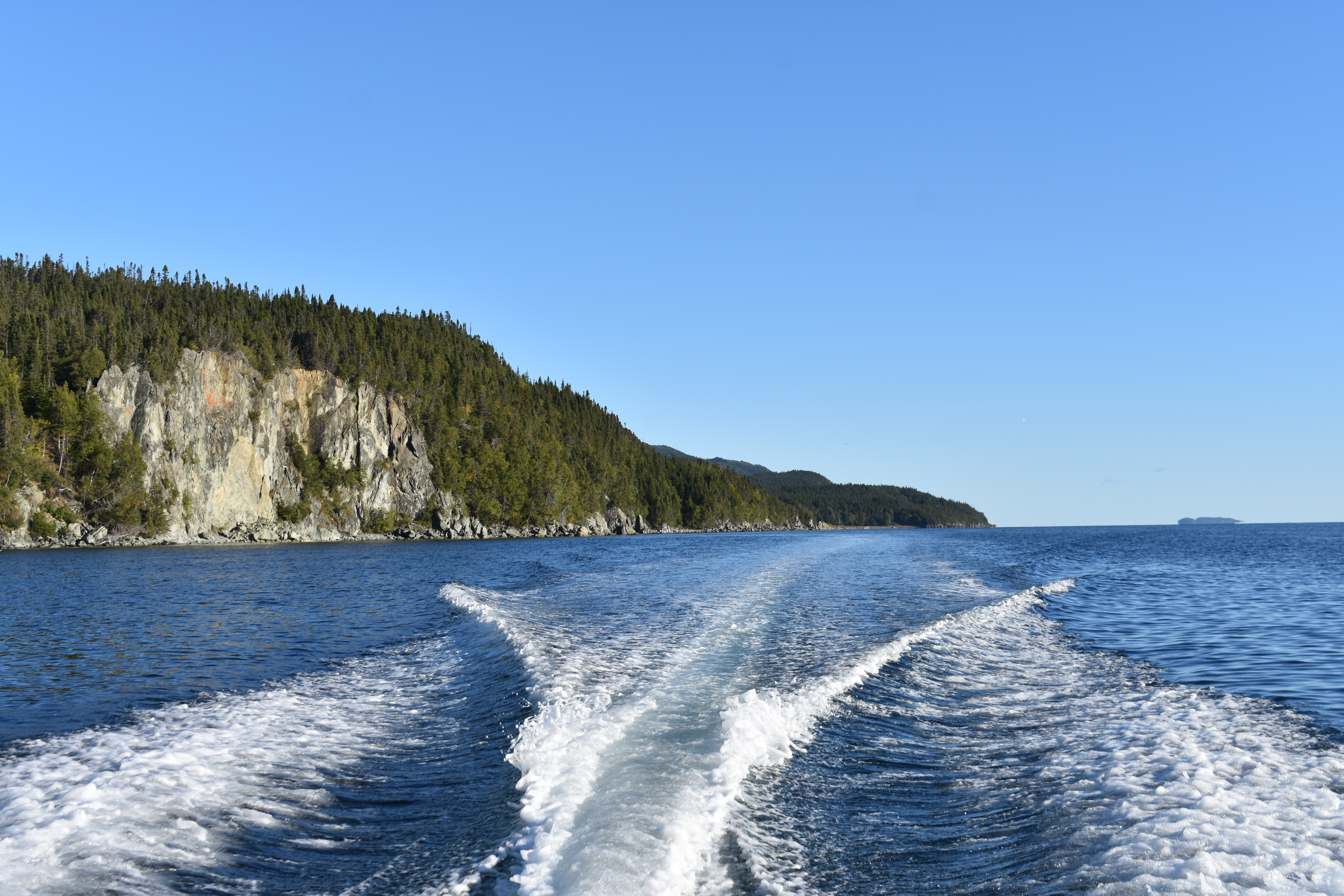
Западный берег залива
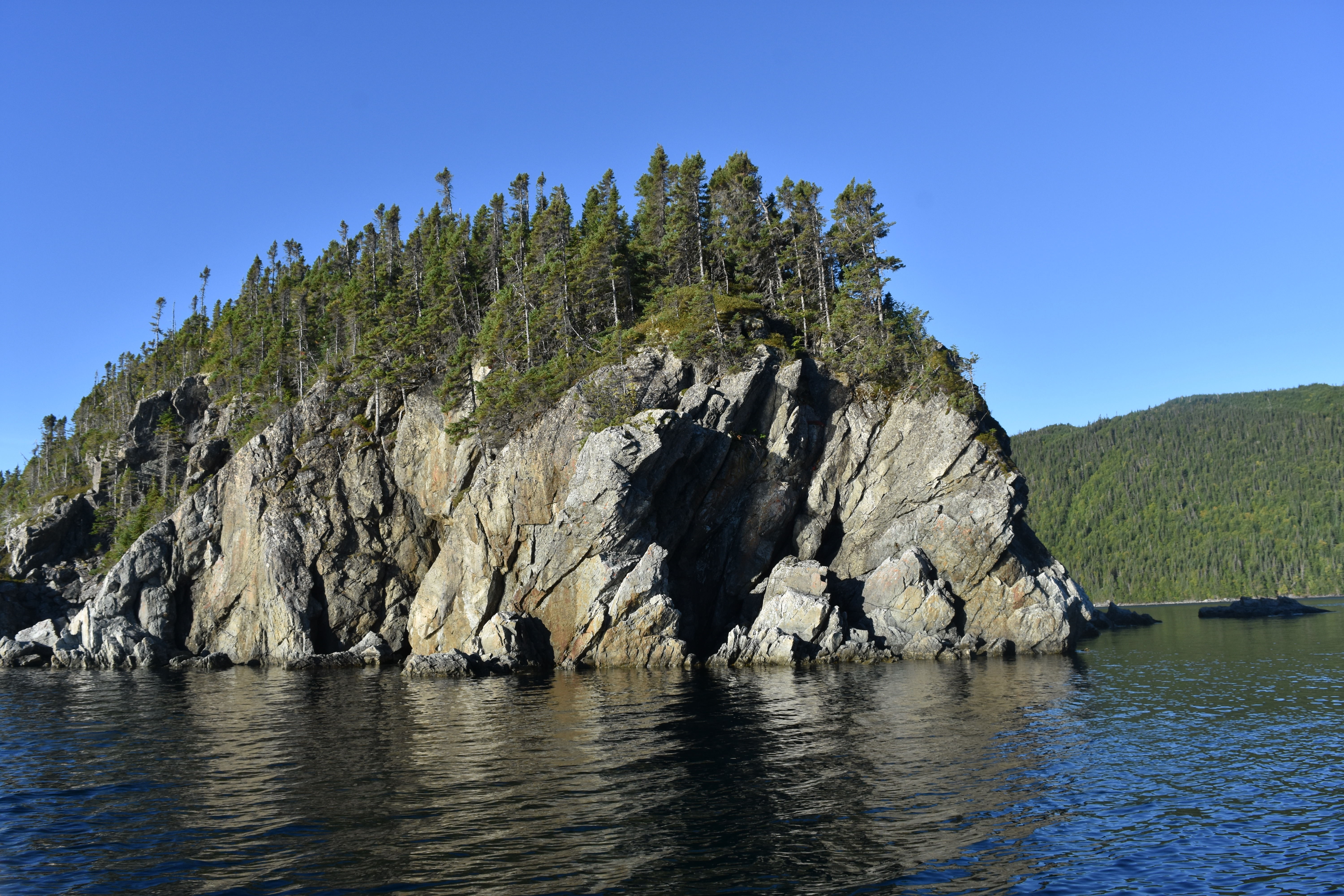
Остров Миллер
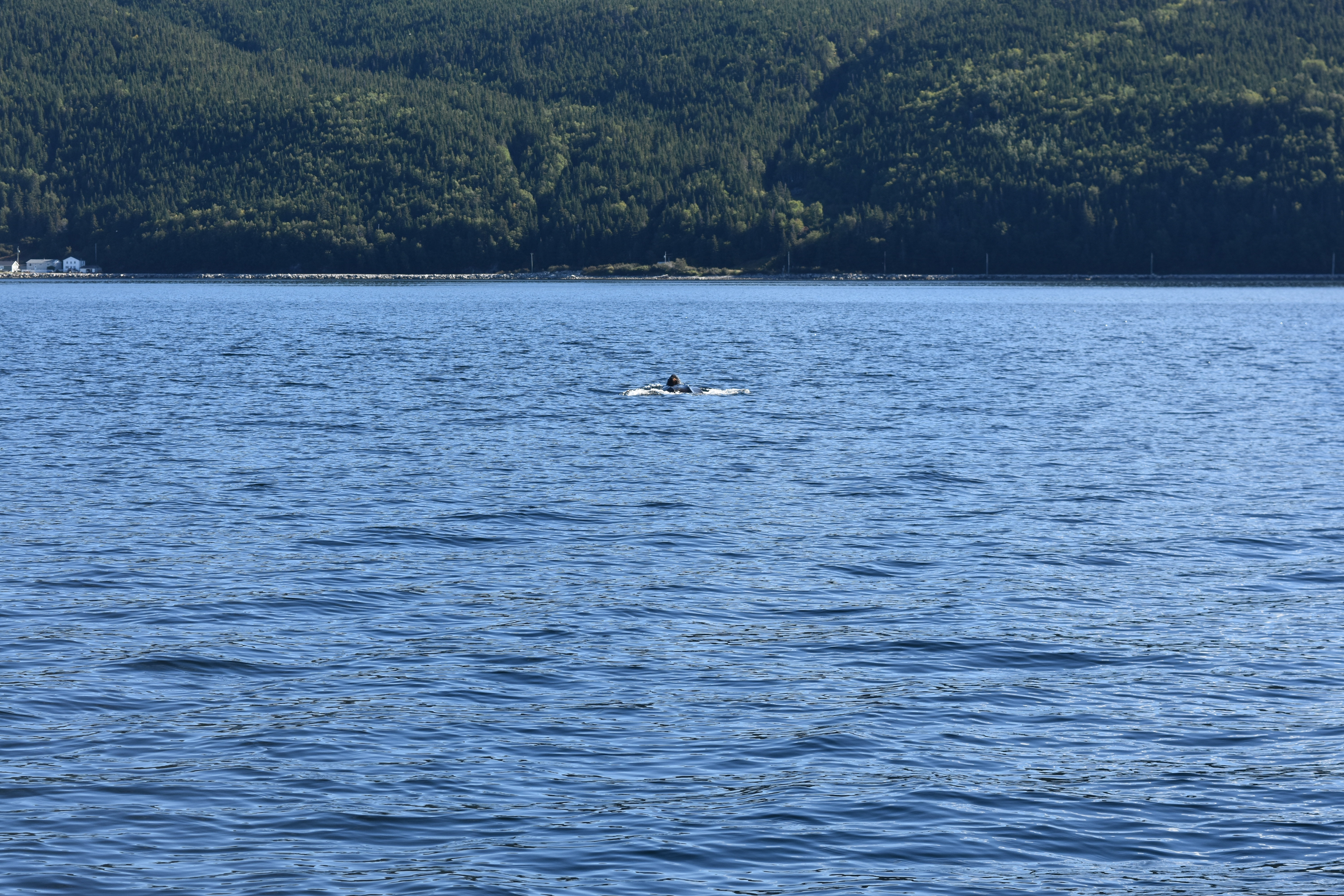
Плывущая кожистая черепаха
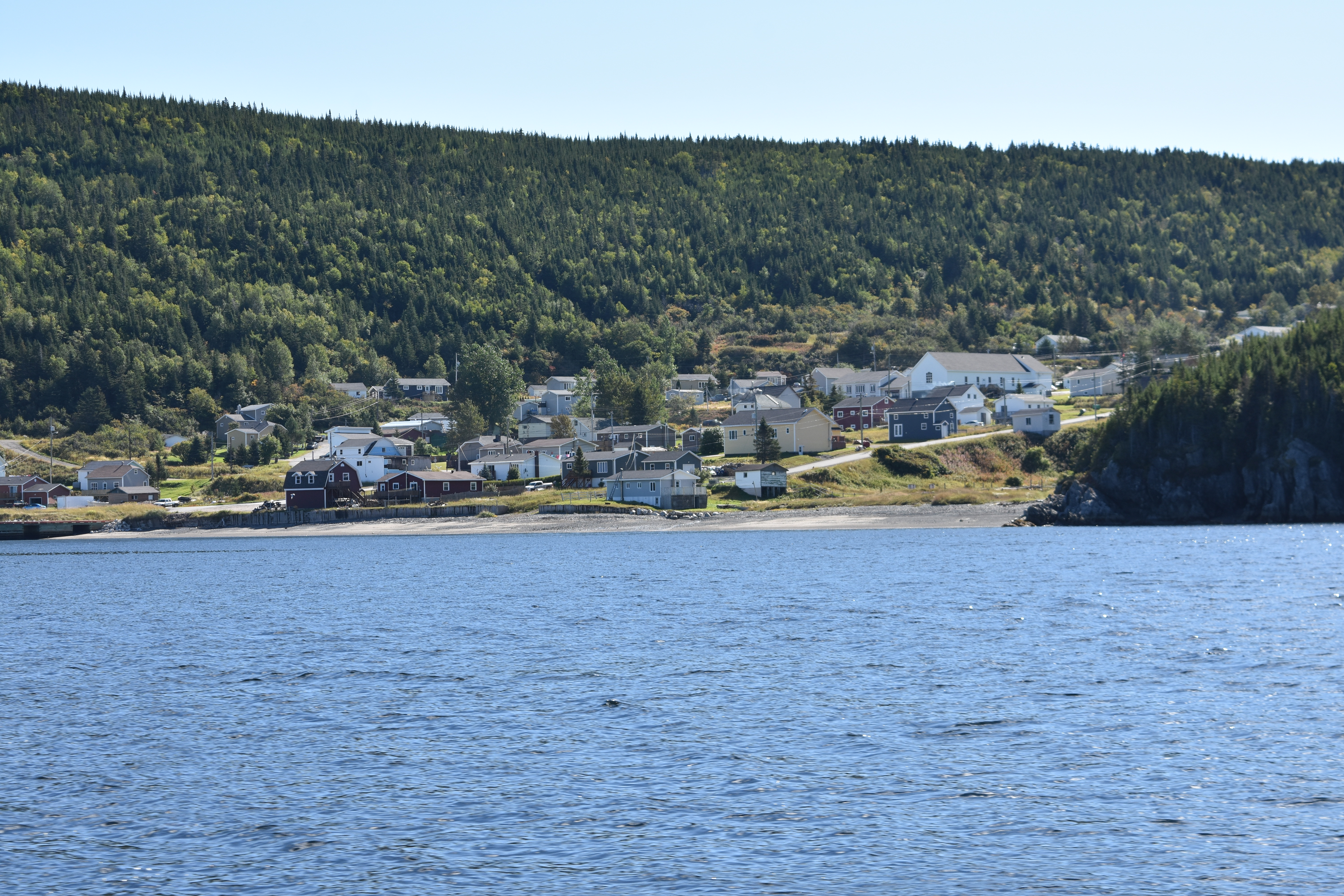
Вид на Хампден с залива